# Enrico Mizzi
Enrico Mizzi, Nerik Mizzi (ur. 20 września 1885 w Valletcie, zm. 20 grudnia 1950 tamże) – maltański polityk, prawnik, dziennikarz, premier Malty w roku 1950, od 1944 lider Partii Narodowej.
Był synem Fortunato Mizziego, prawnika, założyciela Partii Antyreformistycznej i działacza niepodległościowego/prowłoskiego, oraz Marii Sofii Fogliero de Luny. W 1906 ukończył studia z literatury na Uniwersytecie Maltańskim. Następnie studiował na Uniwersytecie w Urbino i na La Sapienzy, w 1911 kończąc prawo. W 1915 był współzałożycielem Maltańskiego Komitetu Patriotycznego i redaktorem naczelnym jej prasowego organu L'Eco di Malta. Z powodu działalności antybrytyjskiej w 1917 skazano go na rok robót publicznych i odebranie licencji prawnika (ostatecznie karę złagodzono w 1918).
W 1921 razem z Ugo Pasquale Mifsudem był współzałożycielem Partii Narodowej, powstałej z przekształcenia ugrupowania założonego przez jego ojca. Do 1926 do 1942 obydwaj byli jej współprzewodniczącymi. W 1919 został sekretarzem Zgromadzenia Narodowego. Zasiadał w parlamencie od 1921 do 1930, od 1932 do 1933 i ponownie od 1947 do 1950. Od 1924 do 1933 pełnił różne funkcje ministerialne, m.in. ministra przemysłu i handlu (1924-27), rolnictwa, rybołówstwa i poczty (1932) oraz edukacji (1932-33). Przewodniczył także Stowarzyszeniu Dante Alighieriego, reprezentującemu orientację prowłoską. Od 1926 do 1940 był też redaktorem naczelnym powiązanej z jego partią gazety Malta.
W 1940 został aresztowany przez brytyjskie władze kolonialne i uwięziony w fortecy ze względu na sympatie włoskie. W 1942 przeniesiono go wraz z 46 innymi maltańskimi więźniami do Ugandy. W 1942 został samodzielnym przewodniczącym Partii Narodowej, ale realnie zarządzał ugrupowaniem od 1945, kiedy to powrócił do kraju. Od 1947 do 1950 był liderem parlamentarnej opozycji.
Po wyborach z 1950, które zaowocowały zawieszonym parlamentem, został we wrześniu 1950 wybrany na nowego premiera. Zmarł po 3 miesiącach kadencji z nieznanych przyczyn. Jego następcą na stanowisku szefa partii i premiera został George Borg Olivier.
W 1926 poślubił Bice Vassalo, z którą miał syna Fortunato. W 2010 założono fundację imienia Fortunato i Enrico Mizzich